# Samsung Minikit
Samsung Miniket là điện thoại thông minh GNU/Linux. Nó có máy quay phim, máy ảnh kỹ thuật số SVGA (Super Video Graphics Array), máy nghe nhạc MP3, ghi âm, thẻ nhớ và Web cam. Nó chạy trên uClinux, ARM9-based Soc và có ba sản phẩm bộ nhớ trong lần lượt là 256 MB, 512 MB và 1 GB. Sản phẩm nặng khoảng 147 grams.

## Liên kết
- Samsung MINIKET[liên kết hỏng]
- Parrot MINIKIT Lưu trữ ngày 25 tháng 7 năm 2008 tại Wayback Machine